# Journal of Gender-Based Violence
Journal of Gender-Based Violence er et engelsksproget flerfagligt videnskabeligt tidsskrift. Det udgives af Policy Press, et imprint for Bristol University Press, der ejes av University of Bristol. Tidsskriftet har fokus på kønsbaseret vold fra forskellige akademiske perspektiver herunder kriminologi, sociologi og psykologi. Chefredaktør er professor Marianne Hester.